# Casa Joan Buxeres i Bultó
La casa Joan Buxeres i Bultó era un edifici d'habitatges modernista situat al carrer de l'Hospital, 119-125 del barri del Raval de Barcelona, actualment desaparegut.

## Història
El 1903, el comerciant de productes colonials Joan Buxeres i Bultó (†1935) va demanar permís per a reedificar les cases núms. 121 al 125 del carrer de l'Hospital, segons el projecte de l'arquitecte Antoni Serrallach. El 1904 va presentar un segon projecte per al núm. 119, però cap d'ells es va dur a terme. Finalment, va adquirir la finca núm. 127 i va sol·licitar a l'Ajuntament l'obertura del carrer de Sant Jeroni fins al de l'Hospital, de manera que el 1905 va presentar el projecte d'un edifici d'habitatges en cantonada (Hospital, 119-125), seguit de sengles magatzems de planta baixa, i el 1906 d'un segon edifici més modest a l'altra banda (Hospital, 127), tots ells obra del mateix arquitecte. Tanmateix, no va poder cobrar les indemnitzacions per l'expropiació dels terrenys destinats a vial fins al 1924.
A l'escala dels núms. 123-125 (la més noble, ja que tenia façanes als dos carrers) hi hagué la pensió La Mundial, on s'allotjaren artistes com Raquel Meller i Margarida Xirgu: «Pensión La Mundial, Calle Hospital, 125, pral. BARCELONA Viajeros y Huéspedes. Espléndidas habitaciones con baño. Abonos semanales y mensuales.»
El 1995, l'edifici va ser afectat per la modificació del PERI per a la reordenació del Pla Central del Raval, i a l'estiu del 1999, mentre les piquetes i les excavadores obrien camí a la nova Rambla del Raval, un grup de veïns va organitzar una campanya amb el lema «Salvem Casa Buxeres», que en poc més d'una setmana va recollir més de 1.000 signatures. La resposta municipal fou l'inici de l'enderrocament i el Servei d'Arqueologia de Barcelona se'n va fer càrrec d'una sèrie d'elements ornamentals: els vitralls, una mostra de les rajoles dels arrimadors i els relleus del sostre dels dos vestíbuls, un tros de la barana de les escales i algunes dels balcons.

## Descripció
El llenguatge arquitectònic d'aquest edifici era una barreja eclèctica de neorenaixement i modernisme. Constava de planta baixa i cinc pisos, coronats amb una barana calada sobremuntada amb una sèrie de pinacles amb florons que continuaven les pilastres a l'última planta. Els balcons tenien interessants baranes de ferro forjat, del mateix model que la masoveria de Can Buxeres. El tema del gira-sol apareixia de manera reiterada a les bases de les columnes de les pilastres, als florons dels pinacles i a les mènsules, i els paraments estaven acabats amb un estucat que simulava carreus. A la cantonada amb el carrer de Sant Jeroni, l'aresta es modelava en una sèrie d'anells d'estuc buixardat, per continuar amb un pany vertical decorat amb esgrafiats a la part superior, i a la resta, petites peces quadrades, tot de temàtica vegetal i formes ondulades. Els vestíbuls estaven decorats amb un sostre amb relleus i dos arcs lobulats i un cancell de fusta amb vidrieres policromades, un arrimador de ceràmica vidriada, i les escales de veïnes amb un arrimador d'estuc planxat al foc i una barana artística de balustres de fosa (element seriat de l'època).